# NGC 6911
NGC 6911 (również PGC 64485 lub UGC 11540) – galaktyka spiralna z poprzeczką (SBb), znajdująca się w gwiazdozbiorze Smoka. Odkrył ją 9 czerwca 1885 roku Lewis A. Swift.